# ヌカススキ

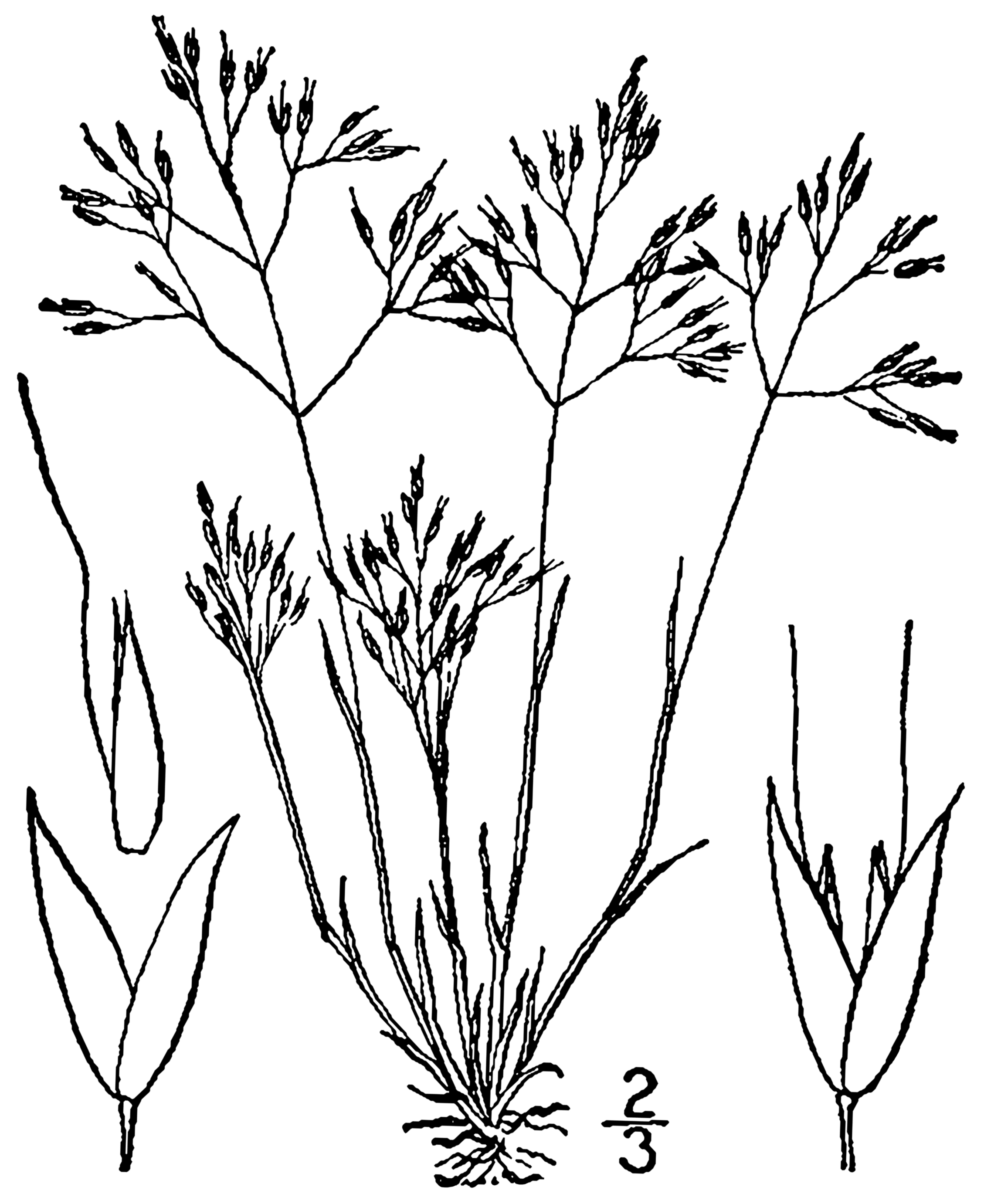
図版

ヌカススキ（糠薄、Aira caryophyllea L. ）は、イネ科の植物の1つ。小柄な立つ草で、花序は細かな枝で広がり、ごく小さな小穂を多数つける。

## 特徴
小柄な1年生の草本。地下茎はなく、稈は少数ないし多数が束になって生じる。稈はとても細く、ほぼ直立する。葉身は毛がなく、灰緑色をしており、長さ数センチほど、普通は両端が内側に巻き込んでおり、そのために幅はわずか0.3～0.5mmほどしかない。葉鞘はほぼ滑らかとなっており、葉舌は白く膜状で高さは3～5mmあって葉身に比べて目だって大きく見える。また先端は細く尖っている。
花期は5～6月。茎の先に出る花序は円錐花序となっており、その枝は糸のように細くて枝分かれしてまばらに広がる。小穂には柄があるがその長さは小穂自体の長さと同じかせいぜい2倍しかなく、そのために小穂が枝先にまとまってつくように見える。小穂は長さ2.5～3.2mmで、内部には2個の小花を含む。小穂の外側は一対の包頴が被っており、それぞれ同じ長さで卵形、先端は尖っており、薄い膜質で銀白色、淡紫色から淡褐色までで、縁は無色透明となっており、全般に光沢がある。小花は包頴より少しだけ短く、2個共に同型で両性花となっている。小花を包む護頴は短い脈が5本入っており、上半分の表面は微小な針状突起で被われている。先端は小さな2歯状になっており、主脈は基部から1/3までのところで頴から離れて芒となって伸び出す。芒は半ばでよじれており、その先端は小穂より伸び出す。内頴は護頴より短い。葯は黄色で長さ0.3～0.5mm。

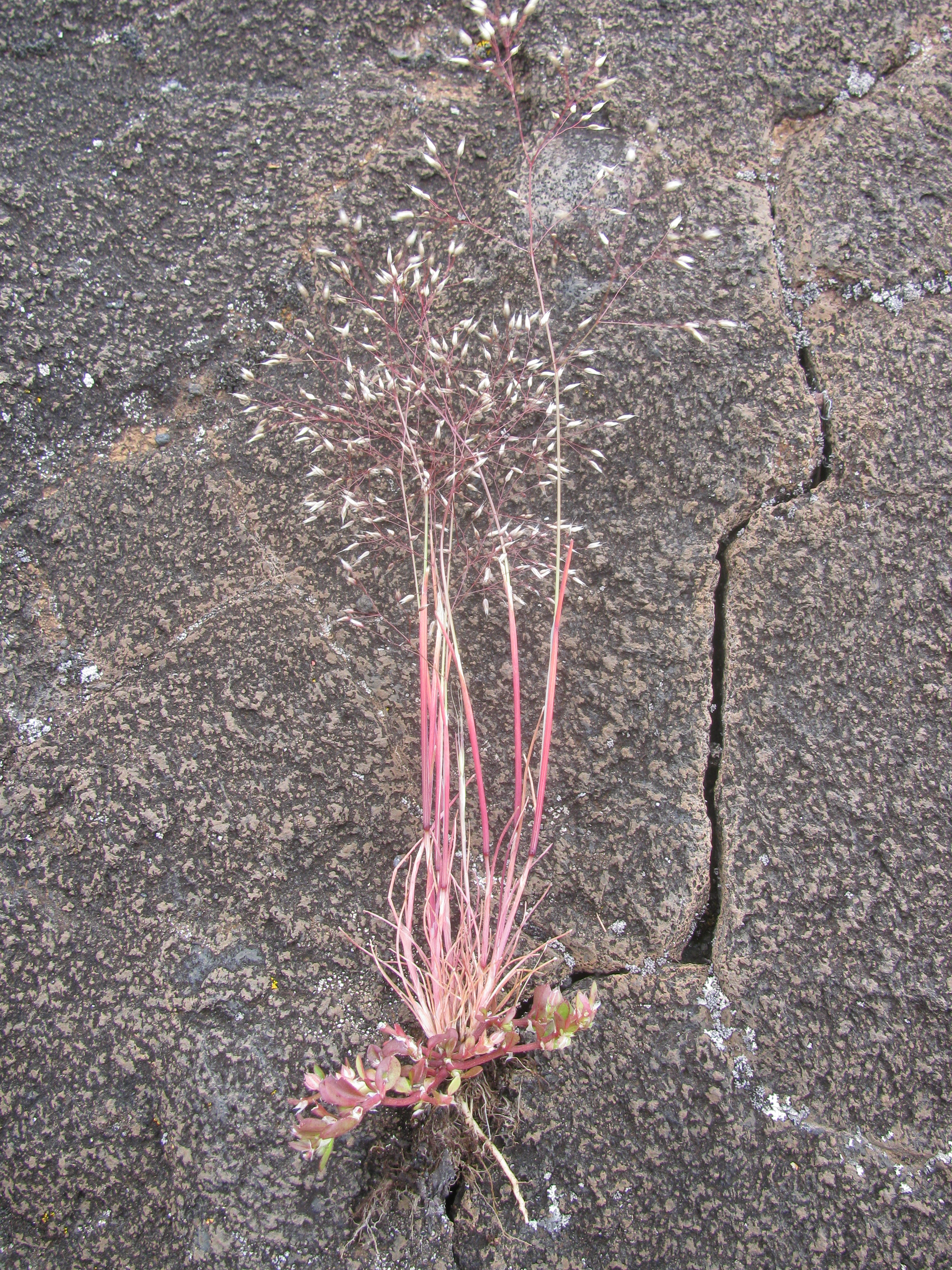
植物体全体を示す
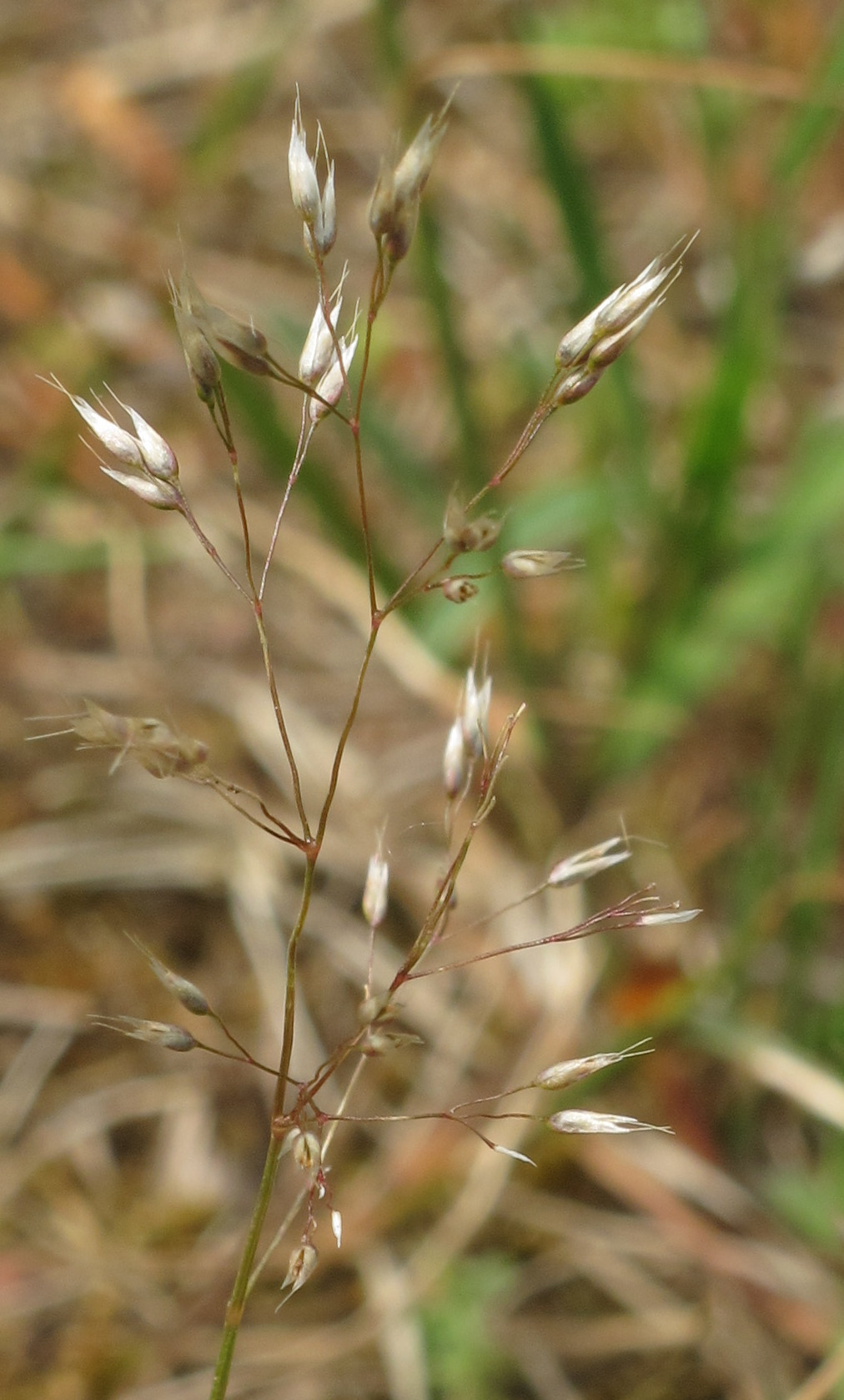
花序の先端部分、小穂の柄は短い。
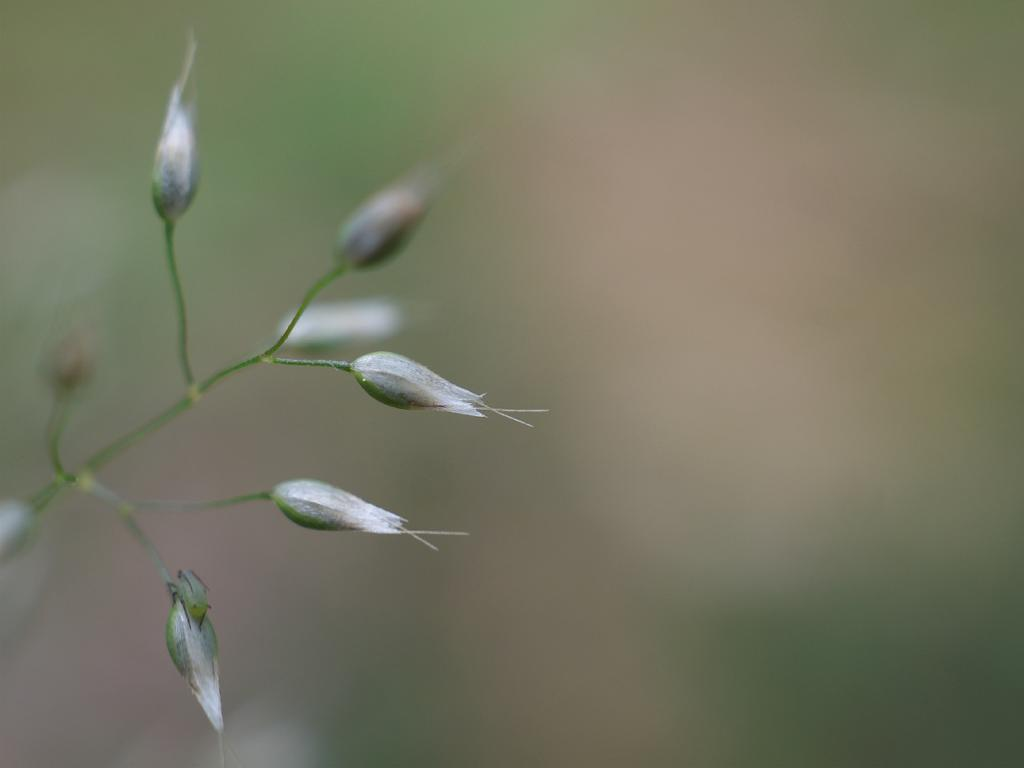
更に拡大、1個の小穂から2本の芒が出ている。

## 分布など
原産地はヨーロッパであるが、南アメリカやニュージーランドにも帰化している。
日本では帰化植物として知られ、明治の初めの頃に観賞用として持ち込まれたものが始まりで、東海地方以西に於いて、日当たりのよい道路脇などに見られるようになっており、しばしば群生している。他方、清水編(2003)は原産地をヨーロッパ、北アフリカ、西アジアとし、帰化による分布地を世界中、日本では全国に帰化、としている。

## 近縁種など
ヌカススキ属はヨーロッパから中東の温帯域にかけて8種が知られる。日本に在来種は存在せず、本種と同様に帰化しているものがもう1種ある。
- Aira ヌカススキ属
  - A. elegans ハナヌカススキ

この種もヨーロッパ原産で日本では帰化植物で、本種とほぼ同様な地域に帰化している。この種は現在もドライフラワー用として栽培されることがある。本種との区別点としては以下のようなものが挙げられる。
- 小穂は本種より小さく1.5～2mm。
- 小穂の柄は小穂の長さの2～5倍もあり、そのため本種のように枝先に小穂が集まる印象がなく、全体に散らばってつく。
- 第1小花の護頴に芒がなく、第2小花の護頴にのみ芒がある。つまり小穂1個に芒1本しか出ていない。

なお、本種は小さな小穂が円錐花序一面につく形からヌカボ属 Agrostis のものと見間違えやすいが、小花が2個あることから区別できる。